# Ronvaux
Ronvaux é uma comuna francesa na região administrativa de Grande Leste, no departamento de Meuse. Estende-se por uma área de 2,63 km². Em 2010 a comuna tinha 92 habitantes (densidade: 35 hab./km²).